# 柴田勝見
柴田 勝見（しばた かつみ、1909年（明治42年） - 1942年（昭和17年）8月8日）は、日本のフィールドホッケー選手。1932年ロサンゼルスオリンピックに出場し、銀メダルを獲得した。1942年に再召集を受けて出征した中国で戦死。「戦没オリンピアン」の一人である。
名前については「勝巳」と表記もされるが、「一橋いしぶみの会」によると、本人は「勝見」を使っていたという。

## 経歴
愛知県生まれ。1926年に東京商科大学（現在の一橋大学）に入学。同大学のホッケー部を全国レベルの強豪に押し上げたという。
1932年に東京商科大学卒業をして間もなく、1932年ロサンゼルスオリンピックにホッケー競技のメンバーとして参加。同大会は世界恐慌の煽りを受け、ホッケーへの出場は3か国（アメリカ、日本、インド）であり、日本チームはインドに破れ、アメリカに勝利して銀メダルを獲得した。なお、オリンピック日本代表としては団体球技で初のメダルであり、またホッケー競技では唯一のメダル（2021年現在）でもある。
保険会社に務めるかたわら競技も続けた。
1939年に応召、国内で2年の兵役を務める。製紙会社に転職し、1942年3月に2度目の召集を受ける。1942年8月、中国山東省において戦死。32歳。
再召集直前の1942年3月18日から、戦死2日前の8月6日までの日記を遺している。仕事や会食を日記に記していた一市民に再召集令状が届き、小学校入学を控えた長女を含む家族との時間を過ごす過程を含み、応召後は戦地の日常が描かれている。この日記は長女が保管していたが、一橋大学の戦没者の調査・研究を行う団体「一橋いしぶみの会」に持ち込まれ、2021年に公開された。